# Варава, Григорий Андреевич
Григорий Андреевич Варава (1922—2007) — старший сержант Рабоче-крестьянской Красной Армии, участник Великой Отечественной войны, Герой Советского Союза (1943).

## Биография

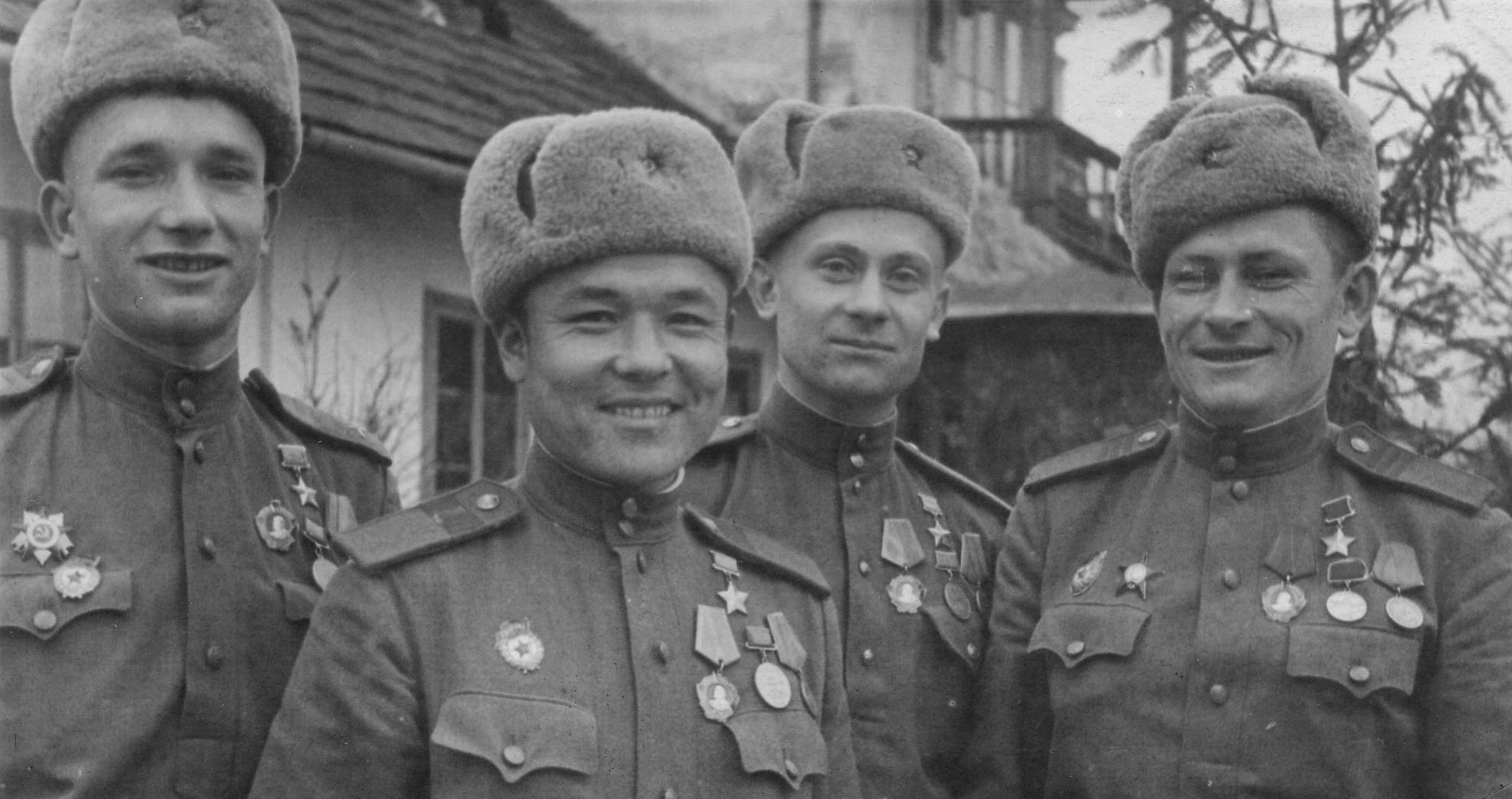
Герои форсирования Днепра в январе 1945 года. Слева направо: гвардии младший сержант Семен Антонович Воликов, гвардии старший сержант Кашаган Джамангараев, гвардии старший сержант Григорий Андреевич Варава, вардии сержант Григорий Александрович Черный. 1-й Украинский фронт.

Григорий Варава родился 24 октября 1922 года в селе Шабалинов (ныне — Коропский район Черниговской области Украины) в крестьянской семье. Работал в колхозе. В 1940 году был призван на службу в Рабоче-крестьянскую Красную Армию. С июня 1941 года — на фронтах Великой Отечественной войны. Принимал участие в боях на Юго-Западном, Сталинградском, Центральном, Воронежском фронтах. В 1943 году Варава вступил в ВКП(б). К октябрю 1943 года гвардии старший сержант Григорий Варава командовал орудием 200-го гвардейского лёгкого артиллерийского полка 3-й гвардейской лёгкой артиллерийской бригады 1-й гвардейской артиллерийской дивизии прорыва 60-й армии Воронежского фронта.
Особо отличился во время битвы за Днепр, в ходе переправы через реку 2 октября в районе села Домантово Чернобыльского района Киевской области, а затем в ходе боёв за плацдарм 5-8 октября. Принимая активное участие в отражении немецких контратак, расчёт Варавы нанёс большой урон немецким войскам.
Указом Президиума Верховного Совета СССР от 17 октября 1943 года за «мужество и героизм, проявленные при форсировании Днепра и удержании плацдарма на его правом берегу» гвардии старший сержант Григорий Варава был удостоен высокого звания Героя Советского Союза с вручением ордена Ленина и медали «Золотая Звезда» за номером 2070.
После окончания войны Варава был демобилизован, после чего вернулся в родное село. Скончался 2 мая 2007 года.
Был также награждён орденами Отечественной войны 1-й степени и Красной Звезды, а также рядом медалей. В посёлке Короп на местной аллее Героев установлен памятный знак Вараве.